# Gioia (métro de Milan)
Pour les articles homonymes, voir Gioia.
Gioia est une station de la ligne 2 du métro de Milan, située via Melchiorre Gioia à Milan.